# Martin Lipčák
Martin Lipčák (Sečovce, 22 december 1975) is een profvoetballer uit Slowakije. Hij speelde als doelman voor achtereenvolgens AS Trenčín, Artmedia Petržalka, Spartak Trnava, Zalaegerszegi TE, MFK Košice en FK Fotbal Třinec.

## Interlandcarrière
Lipčák maakte met rugnummer 13 deel uit van het Slowaaks voetbalelftal dat deelnam aan het voetbaltoernooi bij de Olympische Spelen in Sydney.

## Erelijst
Artmedia Petržalka
- Slowaaks landskampioen

2005
- Slowaaks bekerwinnaar

2004
 Spartak Trnava
- Slowaaks bekerwinnaar

2006